# Marido en alquiler
Marido en alquiler   es una telenovela estadounidense producida por Telemundo Studios, para Telemundo en colaboración de Rede Globo. Es una adaptación de la telenovela brasileña de 2011 titulada Fina estampa, creación original del brasileño Aguinaldo Silva. Al igual que con la mayoría de sus otras telenovelas, la cadena de televisión transmitió la telenovela con subtítulos en inglés como CC3.
Protagonizada por Sonya Smith y Juan Soler; con Kimberly Dos Ramos y Gabriel Coronel, y con las participaciones antagónicas de Maritza Rodríguez y Miguel Varoni. Cuenta además con las actuaciones de Roberto Manrique, Ricardo Chávez, Pablo Azar, Ana Carolina Grajales y Daniela Navarro.
Ana Bárbara fue invitada a participar en la novela donde interpretó su sencillo «Yo soy la mujer».

## Trama
Marido en Alquiler, es la historia de Griselda Carrasco, una mujer fuerte, trabajadora y luchadora, que mantiene a sus 3 hijos y a su nieto; Griselda sin darse cuenta de haber pasado 15 años sin el amor de un hombre (después de la desaparición misteriosa de su exesposo José Salinas), vuelve a sentir esa pasión el día que conoce a Reinaldo Ibarra el hombre perfecto que toda mujer soñaría, pero él está casado con Teresa Cristina, una mujer sombría, que oculta un terrible pasado, y la cual impedirá su felicidad, además de tener una familia que creyó ser perfecta a su manera.

## Elenco
- Sonya Smith - Griselda Carrasco Vda. de Salinas / de Ibarra
- Juan Soler - Reinaldo Ibarra
- Maritza Rodríguez - Teresa Cristina Palmer Silva de Ibarra
- Miguel Varoni - José Salinas
- Roberto Manrique - José Enrique "Kike" Salinas Carrasco
- Gabriel Coronel - José Antonio Salinas Carrasco
- Kimberly Dos Ramos - Patricia Ibarra Palmer de Salinas
- Ricardo Chávez - Gabriel Rodríguez
- Pablo Azar - Rafael Álamo
- Ana Carolina Grajales -  María Amalia Salinas Carrasco de Álamo
- Paulo Quevedo - Juan Pablo Palmer Silva
- Sandra Destenave - Esther Salas de Palmer / de Rodríguez
- Ariel Texido - Rosario "Ro" Valerio Flores
- Daniela Navarro - Bárbara González de Durán / de Salinas
- Alba Roversi - María Iris Silva "Tía Iris"
- José Guillermo Cortines - Máximo Durán
- Maite Embil - Celeste de Porras
- Ismael La Rosa - Simón
- Dad Dáger - Paloma Ramos Silva de Rouge
- Víctor Corona - Manuel Porras
- Gabriel Valenzuela - Fernando Sosa
- Adrián Carvajal - Daniel
- Jalymar Salomón - Clara Martínez
- Lino Martone - Elio Salinas
- Sol Rodríguez - Sol Porras
- Anthony Álvarez - Iván Rouge
- María del Pilar Pérez - Vanessa Flores
- Adriana Lavat - Marcela Cortés
- Sandra Eichler - Alba Perkins
- Ahrid Hannaley - Beatríz Lobo
- Nadia Escobar - Elsa
- Gustavo Pedraza (actor) - Mario López
- Emmanuel Pérez - José Enrique Salinas González "Kikito"
- Luis Álvarez Lozano - Leonardo Martínez
- Natacha Guerra - Marcia Peña de Montiel
- Carlos Arreaza - Honorio Freites "El Gigante"
- Roxana Peña - Matilde
- Aneudy Lara - Eduardo Fernández "Eddy"
- Zuleyka Andrade - Carolina
- Giovanna del Portillo - Ellen
- Maria Corina Ramírez - Penny
- Lance Dos Ramos - Víctor
- Natasha Domínguez - Diosa
- Martha Mijares - Doña Olga
- Viviane Ligarde - Susana
- Elluz Peraza - Mirna Bello / Doña Giselle Salinas
- Cristian Adrián - Joe
- Karolina Pulgar - Gloria Suárez
- Arancha Solís - Mónica Ramos
- Riczabeth Sobalvarro - Déborah
- Luciano Patino - Alberto
- Jamie Sasson - Carol
- Rodrigo Aragón - Fred
- Tomás Doval - Clinton
- Oscar Díaz - Detective Ríos
- David Saltof - Silva
- Iván Hernández - Richard Mendoza
- Miriam Henríquez - Carlota Valdés
- Frank Guzmán - Jorge Muralla

## Banda sonora
| N.º | Título                                             | Escritor(es)                     | Notas                                      |
| --- | -------------------------------------------------- | -------------------------------- | ------------------------------------------ |
| 1   | «Yo Soy La Mujer» (interpretado por Ana Bárbara)   | Alberto Slezynger & Alexis Estiz | Tema de apertura de la telenovela.         |
| 2   | «Cómo Te Explico» (interpretado por Carlos Gatica) | José Luis Roma & Roy Tavare      | Segundo tema de apertura de la telenovela. |
| 3   | «Desnudo» (interpretado por Gabriel Coronel)       | —                                | Tema de Banda Sonora                       |

## Premios y nominaciones

### Premios People en Español 2013
| Categoría               | Nominados          | Resultado |
| ----------------------- | ------------------ | --------- |
| Mejor telenovela        | David Posada       | Nominado  |
| Mejor actriz            | Sonya Smith        | Nominada  |
| Mejor actor             | Juan Soler         | Nominado  |
| Mejor villana           | Maritza Rodríguez  | Ganadora  |
| Mejor actriz secundaria | Kimberly Dos Ramos | Nominada  |
| Mejor nuevo talento     | Kimberly Dos Ramos | Nominada  |
| Mejor nuevo talento     | Gabriel Coronel    | Nominado  |

### Special Beauty Awards 2013
| Categoría                        | Nominados          | Resultado |
| -------------------------------- | ------------------ | --------- |
| Belleza Juvenil de la televisión | Kimberly Dos Ramos | Ganadora  |
| Galán Juvenil de la televisión   | Pablo Azar         | Ganador   |

### Miami Life Awards 2014
| Categoría               | Nominados             | Resultado |
| ----------------------- | --------------------- | --------- |
| Mejor telenovela        | David Posada          | Ganador   |
| Mejor actriz            | Sonya Smith           | Ganadora  |
| Mejor actor             | Juan Soler            | Ganador   |
| Mejor actriz de reparto | Maritza Rodríguez     | Ganadora  |
| Mejor actor de reparto  | Ricardo Chávez        | Nominado  |
| Mejor actor de reparto  | Ariel Texido          | Nominado  |
| Mejor actor de reparto  | Paulo Quevedo         | Nominado  |
| Mejor primera actriz    | Alba Roversi          | Ganadora  |
| Mejor primer actor      | Miguel Varoni         | Ganador   |
| Mejor actriz juvenil    | Kimberly Dos Ramos    | Ganadora  |
| Mejor actriz juvenil    | Daniela Navarro       | Nominada  |
| Mejor actriz juvenil    | Ana Carolina Grajales | Nominada  |
| Mejor actor joven       | Roberto Manrique      | Ganador   |
| Mejor actor joven       | Pablo Azar            | Nominado  |
| Mejor actor joven       | Gabriel Coronel       | Nominado  |

### Premios Tu Mundo 2014
| Categoría                       | Nominados                       | Resultado |
| ------------------------------- | ------------------------------- | --------- |
| Mejor telenovela                | David Posada                    | Nominado  |
| Protagonista favorita           | Sonya Smith                     | Nominada  |
| El malo más bueno               | Miguel Varoni                   | Nominado  |
| La mala más buena               | Maritza Rodríguez               | Nominada  |
| Mejor actriz de reparto         | Daniela Navarro                 | Ganadora  |
| Mejor actor de reparto          | Ariel Texido                    | Nominado  |
| Mejor actor de reparto          | Gabriel Coronel                 | Ganador   |
| Mejor actor de reparto          | Ricardo Chávez                  | Nominado  |
| La pareja perfecta              | Sonya Smith y Juan Soler        | Nominados |
| Primera actriz                  | Alba Roversi                    | Nominada  |
| Artista juvenil favorita        | Kimberly Dos Ramos              | Ganadora  |
| Mejor momento de la mala suerte | Mejor momento de la mala suerte | Nominado  |